# SN 2005kb
SN 2005kb – supernowa typu II odkryta 5 listopada 2005 roku w galaktyce A005050+0051. W momencie odkrycia miała maksymalną jasność 18,10m.